# Eukoenenia austriaca
Eukoenenia austriaca är en spindeldjursart som först beskrevs av Hansen 1926.  Eukoenenia austriaca ingår i släktet Eukoenenia och familjen Eukoeneniidae.

## Underarter
Arten delas in i följande underarter:
- E. a. austriaca
- E. a. peregrina
- E. a. stinyi
- E. a. styriaca